# Thomas Jørgensen
Thomas Jørgensen (Dinamarca, 30 de septiembre de 2005) es un futbolista danés que juega de centrocampista en el Viborg FF de la Superliga de Dinamarca.

## Trayectoria
Se incorporó al F. C. Copenhague procedente del Herfølge Boldklub cuando era juvenil. Aquí jugó en varios equipos juveniles del Copenhague y lo hizo tan bien que Jørgensen, de 17 años, firmó un nuevo contrato de tres años en diciembre de 2022. En mayo de 2023 fue incluido por primera vez en la convocatoria del primer equipo al ser seleccionado para un partido de la Superliga de Dinamarca contra el Aarhus GF. Sin embargo, no llegó a debutar.
Todavía sin debutar como profesional, fue cedido al Hvidovre IF a finales de enero de 2024 hasta final de temporada. Durante su cesión, Jørgensen, de 18 años, jugó todos los partidos con el Hvidovre, la mayoría como titular. Fue nombrado mejor jugador joven del mes en la Superliga de Dinamarca en marzo de 2024. Sin embargo, el Hvidovre descendió a la Primera División de Dinamarca y Jørgensen regresó al Copenhague en el verano de 2024.
El 20 de agosto de 2024 el Viborg FF confirmó su fichaje hasta el verano de 2028 por 4.5 millones de coronas. Debutó con el club seis días después, el 26 de agosto, en la victoria por 1-0 del Viborg en casa contra el Lyngby BK.

## Estadísticas

### Clubes
Actualizado al último partido disputado el 25 de mayo de 2025.
| Club                  | Div.          | Temporada     | Liga  | Liga  | Liga   | Copas nacionales | Copas nacionales | Copas nacionales | Copas internacionales | Copas internacionales | Copas internacionales | Total | Total | Total  |
| Club                  | Div.          | Temporada     | Part. | Goles | Asist. | Part.            | Goles            | Asist.           | Part.                 | Goles                 | Asist.                | Part. | Goles | Asist. |
| --------------------- | ------------- | ------------- | ----- | ----- | ------ | ---------------- | ---------------- | ---------------- | --------------------- | --------------------- | --------------------- | ----- | ----- | ------ |
| Hvidovre IF Dinamarca | 1.ª           | 2023-24       | 15    | 0     | 0      | —                | —                | —                | —                     | —                     | —                     | 15    | 0     | 0      |
| Hvidovre IF Dinamarca | Total club    | Total club    | 15    | 0     | 0      | 0                | 0                | 0                | 0                     | 0                     | 0                     | 15    | 0     | 0      |
| Viborg FF Dinamarca   | 1.ª           | 2024-25       | 27    | 3     | 3      | 5                | 0                | 1                | —                     | —                     | —                     | 32    | 3     | 4      |
| Viborg FF Dinamarca   | Total club    | Total club    | 27    | 3     | 3      | 5                | 0                | 1                | 0                     | 0                     | 0                     | 32    | 3     | 4      |
| Total carrera         | Total carrera | Total carrera | 42    | 3     | 3      | 5                | 0                | 1                | 0                     | 0                     | 0                     | 47    | 3     | 4      |